# Keith Cockburn
Keith Cockburn (sinh ngày 2 tháng 9 năm 1948) là một cựu cầu thủ bóng đá người Anh thi đấu ở vị trí tiền vệ chạy cánh.